# George Lazenby
George Lazenby (Queanbeyan, Ausztrália, 1939. szeptember 5. –) ausztrál színész. 
Legismertebb szerepe James Bond az Őfelsége titkosszolgálatában című filmben.

## Életpályája
Az ausztrál Queanbeyanben született. Az iskola után értékesítőként helyezkedett el a Morris Motor Companynél, Canberrában, illetve síoktatóként dolgozott. Szolgált az ausztrál hadsereg különleges alakulatánál mint közelharcoktató. 1964-ben Londonba költözött, ahol modellként dolgozott. 1968-ra a világ legjobban fizetett férfi modellje lett, többek között ő volt „Marlboro Man”.

## Filmográfia

### Film
| Év   | Magyar cím                   | Eredeti cím                        | Szerep                                  | Magyar hang     |
| ---- | ---------------------------- | ---------------------------------- | --------------------------------------- | --------------- |
| 1969 | Őfelsége titkosszolgálatában | On Her Majesty's Secret Service    | James Bond                              | Csernák János   |
| 1971 |                              | Universal Soldier                  | Ryker                                   |                 |
| 1972 |                              | Chi l'ha vista morire?             | Franco Serpieri                         |                 |
| 1974 |                              | Tie jin gang da po zi yang guan    | Joshua Stoner                           |                 |
| 1975 |                              | The Man from Hong Kong             | Jack Wilton                             |                 |
| 1976 |                              | E tan qun ying hui                 | George                                  |                 |
| 1977 | Kentucky Fried mozi          | The Kentucky Fried Movie           | az építész (That's Armageddon szegmens) |                 |
| 1978 |                              | Death Dimension                    | Gallagher kapitány                      |                 |
| 1979 |                              | Saint Jack                         | szenátor                                |                 |
| 1981 |                              | L’ultimo harem                     | Almalarik herceg                        |                 |
| 1986 |                              | Never Too Young to Die             | Drew Stargrove                          |                 |
| 1987 |                              | Hell Hunters                       | Heinrich                                |                 |
| 1992 |                              | Eyes of the Beholder               | Jack Wyman                              |                 |
| 1993 | Gettysburg                   | Gettysburg                         | J. Johnston Pettigrew                   | Varga T. József |
| 1993 | Szellemek háza               | The Evil Inside Me                 | Grandinetti                             |                 |
| 1994 | Óvóbácsik                    | Twin Sitters                       | Leland Stromm                           | Breyer László   |
| 1998 |                              | Star of Jaipur                     | John Steele                             |                 |
| 2000 | Haláli blöff                 | Four Dogs Playing Poker            | Carlo                                   |                 |
| 2002 | A vágy csapdájában           | Spider's Web                       | Leland De Winter                        |                 |
| 2003 | Hóhányók                     | Winter Break                       | Campbell Grady                          | Szokolay Ottó   |
| 2014 |                              | A Winter Rose                      | Henry                                   |                 |
| 2015 |                              | Hunter                             | Bullmount tábornok                      |                 |
| 2016 |                              | Dance Angels                       | Hugo százados                           |                 |
| 2017 |                              | Death Game                         | Bullmount tábornok                      |                 |
| 2017 |                              | Becoming Bond (dokudráma)          | önmaga                                  |                 |
| 2019 |                              | Passport to Oblivion               | Dr Jason Love (hangja)                  |                 |
| 2021 |                              | In the Blink of An Eye (rövidfilm) | G                                       |                 |

### Televízió
| Év        | Magyar cím                      | Eredeti cím                       | Szerep                    | Megjegyzések           |
| --------- | ------------------------------- | --------------------------------- | ------------------------- | ---------------------- |
| 1973      |                                 | Play for Today                    | David Adler               | 1 epizód               |
| 1974      |                                 | Matlock Police                    | David Parkes              | 1 epizód               |
| 1976      |                                 | Is There Anybody There?           | John Hersey               | tévéfilm               |
| 1978      |                                 | Evening in Byzantium              | Roger Tory                | minisorozat (2 epizód) |
| 1978      |                                 | The Newman Shame                  | John Brandy               | tévéfilm               |
| 1979      | Hawaii Five-O                   | Hawaii Five-O                     | John Cossett              | 1 epizód               |
| 1979      |                                 | B.J. and the Bear                 | betörő / Paul Desmond     | 2 epizód               |
| 1982      |                                 | General Hospital                  | Reginald Durban           | 5 epizód               |
| 1983      |                                 | Return of the Man from U.N.C.L.E. | J.B.                      | tévéfilm               |
| 1984      |                                 | Hotel                             | Emmett Saunders           | 1 epizód               |
| 1984      |                                 | The Master                        | Mallory                   | 1 epizód               |
| 1984      |                                 | Rituals                           | Logan Williams            | 9 epizód               |
| 1985      |                                 | Cover Up                          | Simon Locke               | 1 epizód               |
| 1987      |                                 | The Grand Knockout Tournament     | önmaga                    | különkiadás            |
| 1989      |                                 | Freddy's Nightmares               | Dr. Clark                 | 1 epizód               |
| 1989      |                                 | Alfred Hitchcock Presents         | James Grant               | 1 epizód               |
| 1990      |                                 | Superboy                          | Jor-El                    | 2 epizód               |
| 1993      | Mindörökké Emmanuelle           | Emmanuelle Forever                | Mario                     | tévéfilm               |
| 1993      | Emmanuelle bosszúja             | Emmanuelle’s Revenge              |                           | tévéfilm               |
| 1993      | Emmanuelle Velencében           | Emmanuelle in Venice              |                           | tévéfilm               |
| 1993      | Emmanuelle szerelme             | Emmanuelle’s Love                 |                           | tévéfilm               |
| 1993      | Emmanuelle varázsa              | Emmanuelle’s Magic                |                           | tévéfilm               |
| 1993      | Emmanuelle illata               | Emmanuelle’s Perfume              |                           | tévéfilm               |
| 1993      | Emmanuelle titka                | Emmanuelle’s Secret               |                           | tévéfilm               |
| 1994      | Kung fu – A legenda folytatódik | Kung Fu: The Legend Continues     | Chi’Ru mester             | 1 epizód               |
| 1998      | Team Knight Rider               | Team Knight Rider                 | Nigel Davies              | 1 epizód               |
| 1999      | Baywatch                        | Baywatch                          | McCabe parancsnok         | 1 epizód               |
| 1999–2000 | A Kaméleon                      | The Pretender                     | Charles őrnagy            | 4 epizód               |
| 1999–2000 | Batman of the Future            | Batman Beyond                     | Mr. Walker/ King (hangja) | 3 epizód               |
| 2012      |                                 | This Hour Has 22 Minutes          | Bond                      | 1 epizód               |
| 2014      |                                 | Legit                             | Jack Jefferies            | 2 epizód               |